# Třanovice
Třanovice (polsky Trzanowice, německy Trzanowitz) jsou obec v okrese Frýdek-Místek v Moravskoslezském kraji. Leží na historickém území Těšínského Slezska. Dříve[kdy?] se členila na Horní Třanovice a Dolní Třanovice. Žije zde přibližně 1 100 obyvatel a značnou část z nich tvoří polská menšina.

## Název
Nejstarší doložená podoba jména vsi je Třenkovice, ta (v původní podobě Třenkovici) byla odvozena od osobního jména Třenek, což byla buď zdrobnělina jména Třěn (v jehož základu je sloveso třieti) nebo domácká podoba některého jména začínajícího na Tře- (např. Třebohost, Třebovít). Význam místního jména byl "Třenkovi lidé". Hlásková změna Třě- > Třa- je nářeční. Od třetiny 17. století není ve druhé slabice -k-. Z 16. století jsou doloženy i varianty Třánkovice a Střánkovice.

## Historie
První písemná zmínka o vesnici pochází z roku 1431.. Politicky se obec  nacházela v hranicích Těšínského knížectví, které bylo lénem českého království. Od roku 1526 v důsledku nástupu na český trůn Habsburků společně s regionem až do roku 1918 byla v habsburské monarchii. Podle rakouského sčítání lidu z roku 1910 měla obec 874 obyvatel z toho 856 (97,9%) polsky, 12 (1,4%) česky a 6 (0,5%) německy mluvicích.
Rodina slavného teologa a básníka Jiřího Třanovského pochází z Třanovic – jeho pradědeček Adam byl starostou (fojtem) Třanovic. Narodil se zde Jan Buzek (1815–1886), učitel a sociální aktivista.
V Třanovicích trávil své dětství právník a sociolog Eduard August Schroeder, jeho otec zde byl správcem arcivévodských statků.

### Starostové obce
- Jan Dudek
- Andrzej Figna
- Jerzy Roman (1882–1908)
- Jerzy Sabela
- Józef Czakon (1912–1918)
- Petr Korč (1990–1994)
- Jan Tomiczek (1994–2018)
- Jiří Tomiczek (od r. 2018)

## Obyvatelstvo
| Rok            | 1869 | 1880 | 1890 | 1900 | 1910 | 1921 | 1930 | 1950 | 1961 | 1970 | 1980 | 1991 | 2001 | 2011  | 2021  |
| -------------- | ---- | ---- | ---- | ---- | ---- | ---- | ---- | ---- | ---- | ---- | ---- | ---- | ---- | ----- | ----- |
| Počet obyvatel | 895  | 902  | 883  | 852  | 875  | 811  | 873  | 899  | 970  | 910  | 917  | 870  | 932  | 1 057 | 1 045 |
| Počet domů     | 143  | 154  | 155  | 153  | 151  | 145  | 159  | 175  | 198  | 214  | 213  | 245  | 261  | 289   | 333   |

Věková struktura obyvatel obce Třanovice roku 2011

## Obecní správa
Mezi lety 1869–1979 Třanovice byly obcí v okrese Těšín (1869–1910), poté v okrese Český Těšín (1921–1950) a později v okrese Frýdek-Místek. Od 1. ledna 1980 do 23. listopadu 1990 patřily jako část obce k Hnojníku a od 24. listopadu 1990 jsou opět samostatnou obcí.

### Obecní symboly
Znak a vlajka byly obci uděleny rozhodnutím předsedy Poslanecké sněmovny Parlamentu České republiky dne 7. května 1997.

## Pamětihodnosti
- Katolický filiální kostel svatého Bartoloměje – vystavěn v novogotickém slohu v letech 1902–1904.
- Evangelický kostel – vystavěn v letech 1927–1931 podle plánu Tadeusze Michejdy; rozšířen a modernizován v letech 1986–1987 podle plánu Karla Cieślara.
- Pomník Jiřího Třanovského – odhalen roku 1956
- Muzeum Jiřího Třanovského – otevřeno roku 2013
- Třanovická babyka, památný strom (49°42′14″ s. š., 18°32′31″ v. d.)

## Škola
V obci se nachází Základní škola a Mateřská škola Třanovice.

## Galerie

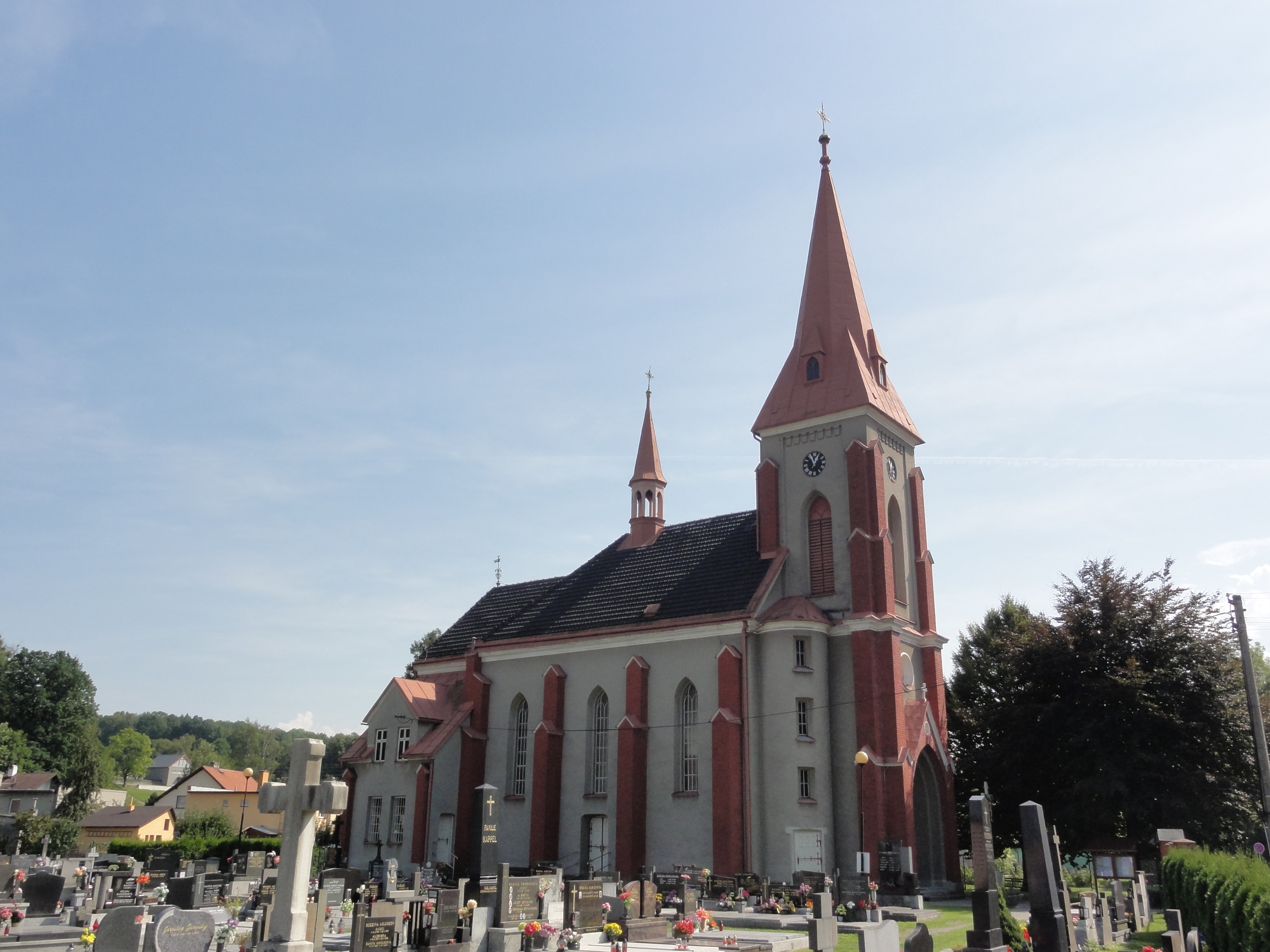
kostel svatého Bartoloměje
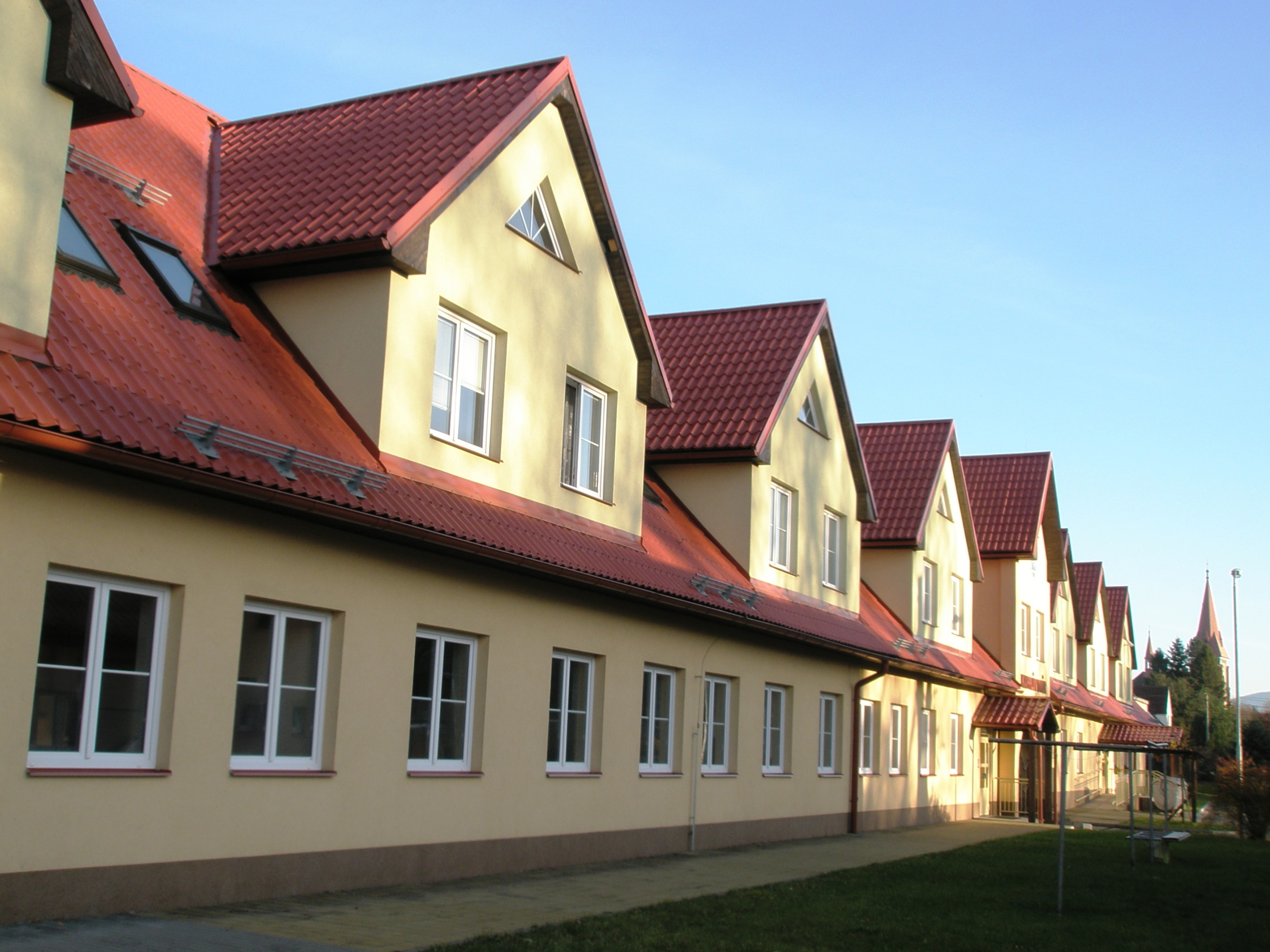
Kapplův dvůr
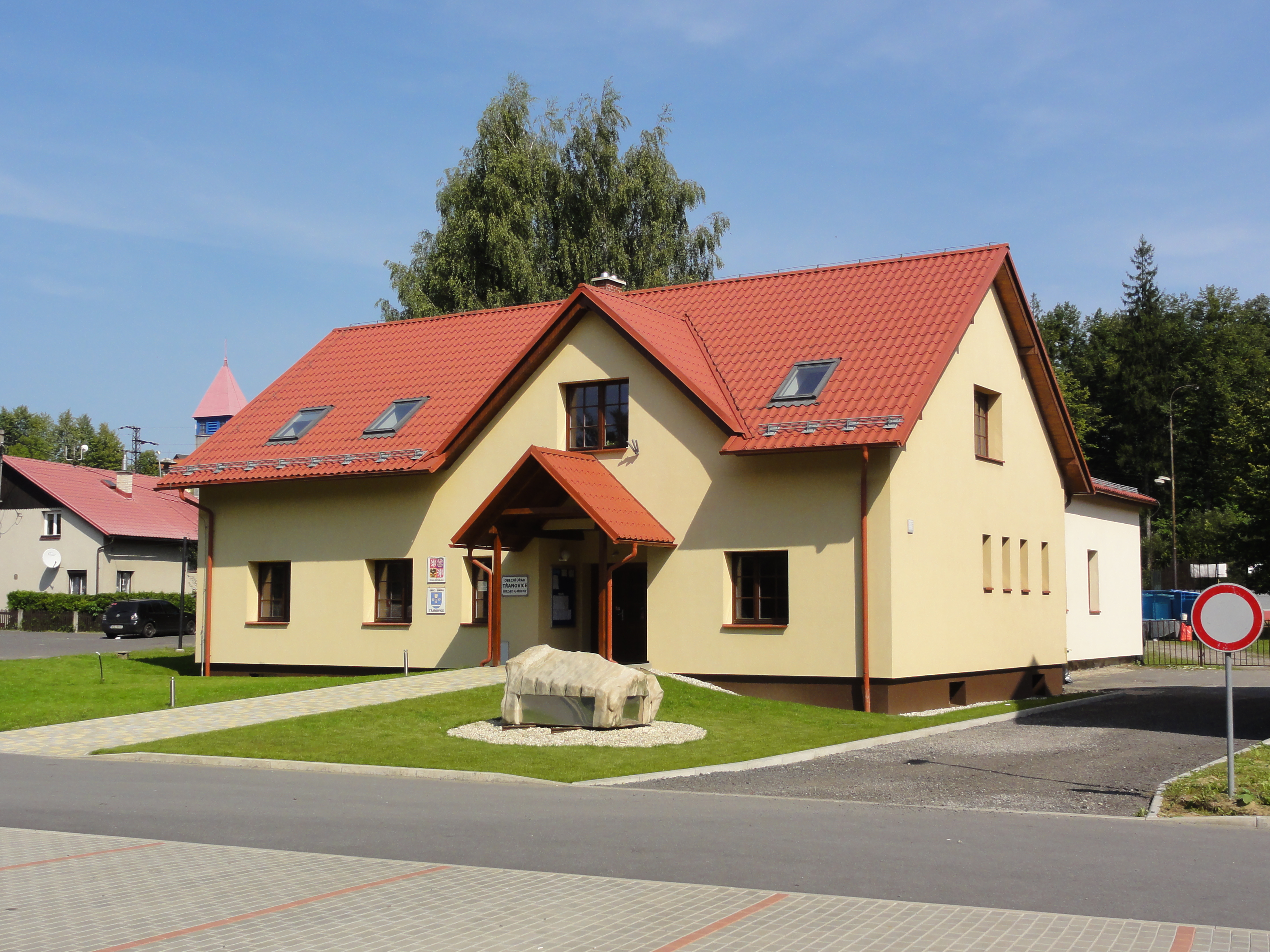
Obecní úřad
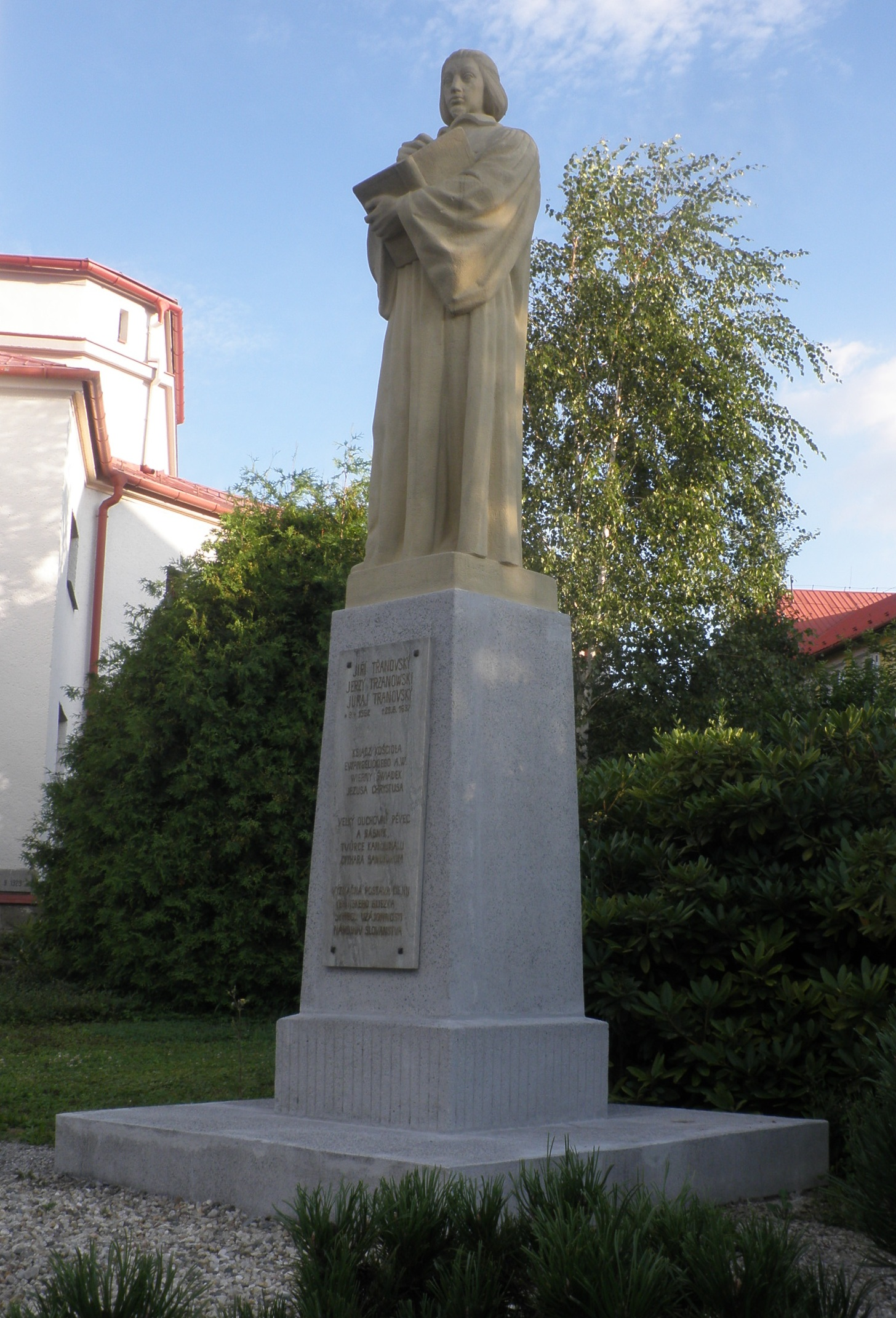
Pomník Jiřího Třanovského